# Kalevi Sorsa

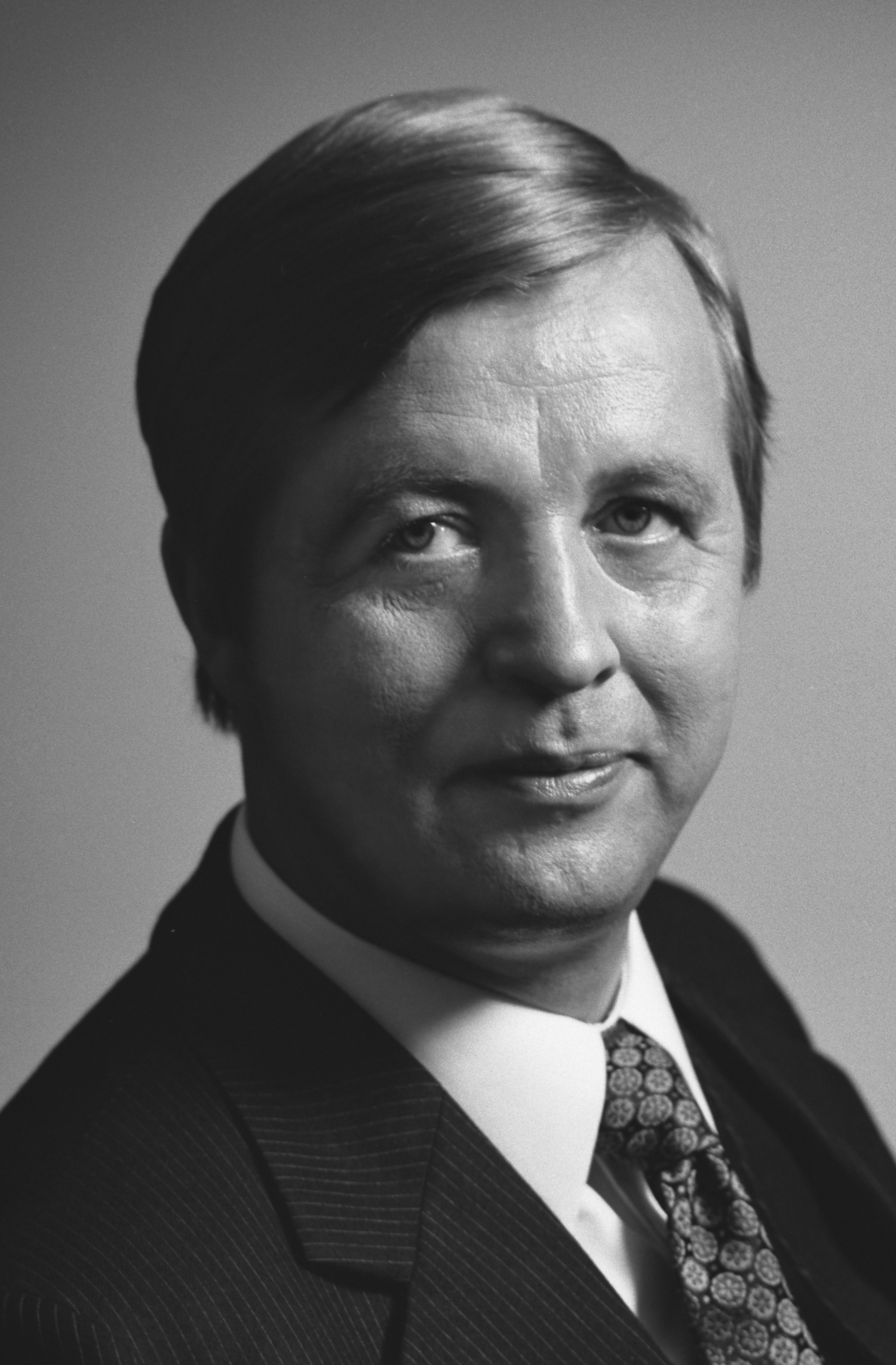
Kalevi Sorsa (1975)

Taisto Kalevi Sorsa [ˈtɑi̯stɔ ˈkɑlɛvi ˈsɔrsɑ] (* 21. Dezember 1930 in Keuruu; † 16. Januar 2004 in Helsinki) war zwischen 1972 und 1987 zehn Jahre lang finnischer Premierminister und gilt als einer der bedeutendsten finnischen Sozialdemokraten.

## Biografie
Sorsa wurde im in der Landschaft Mittelfinnland gelegenen Keuruu geboren, seine Eltern Kaarlo Oskari und Elsa Sofia, geborene Leinonen, zogen aber aus beruflichen Gründen mehrfach um. So ging er in Jyväskylä und in Lappeenranta zur Schule. In Lappeenranta begann Sorsa 1948 in der Sozialdemokratischen Partei Finnlands (SDP) aktiv zu werden.
Sorsa, der einen Magister in Gesellschaftswissenschaften erlangt hatte, besaß von 1970 bis 1991 ein Mandat im finnischen Parlament. Er gehört zu den bedeutendsten Politikern in der Ära der Präsidenten Urho Kekkonen und Mauno Koivisto. Sorsa war Generalsekretär (1969–1975) und von 1975 bis 1987 Vorsitzender der SDP, Parlamentssprecher zwischen 1989 und 1991 sowie insgesamt zehn Jahre lang finnischer Premierminister in vier verschiedenen Regierungen (1972–1975, 1977–1979, 1982–1983, 1983–1987). 1975/76 unter Martti Miettunen von der Zentrumspartei und von 1987 bis 1989 unter dem Konservativen Harri Holkeri war er außerdem stellvertretender Premierminister und Außenminister in Personalunion gewesen. Als Außenminister hatte er auch schon in der Übergangsregierung unter Rafael Paasio 1972 ein halbes Jahr lang amtiert. Sorsa strebte an, 1994 an der Präsidentschaftswahl teilzunehmen. Bei der Abstimmung der Sozialdemokraten über die Kandidatenernennung unterlag er jedoch dem damals noch recht unbekannten Martti Ahtisaari. Als Grund für das Scheitern Sorsas wurde die starke innerparteiliche Opposition um Politiker wie Erkki Tuomioja, Lasse Lehtinen und Matti Ahde angesehen.
Unter finnischen Sozialdemokraten genießt er ein hohes Ansehen, da er für zahlreiche Verdienste für den Wohlfahrtsstaat, wie etwa im Gesundheitswesen, Schulsystem, sowie für die soziale Sicherung von Familien und Rentnern steht.
Vor seiner politischen Karriere arbeitete Sorsa unter anderem von 1959 bis 1965 für die UNESCO in Paris und danach bis 1969 als Generalsekretär des finnischen UNESCO-Komitees. Von 1967 bis 1969 arbeitete er im finnischen Bildungsministerium.
Seit 1953 war er mit der Dolmetscherin Elli Irene Lääkäri verheiratet. Kalevi Sorsa starb am 16. Januar 2004 in seinem Haus in Helsinki an Krebs.

## Sorsas Regierungen
- Kabinett Sorsa I: 4. September 1972 – 13. Juni 1975 (1013 Tage)
- Kabinett Sorsa II: 15. Januar 1977 – 26. Mai 1979 (742 Tage)
- Kabinett Sorsa III: 19. Februar 1982 – 6. Mai 1983 (442 Tage)
- Kabinett Sorsa IV: 6. Mai 1983 – 30. April 1987 (1456 Tage)